# Siêu trộm (phim)
Siêu trộm (tựa tiếng Anh: Bitcoin Heist) là một bộ phim điện ảnh Việt Nam năm 2016 thuộc thể loại hành động, hài do Trần Hàm làm đạo diễn và biên kịch.

## Nội dung
Phim lấy bối cảnh vào năm 2020, câu chuyện nói về những đồng tiền ảo Bitcoin được hé lộ thông qua một băng đảng Bóng ma (Ghost) đứng đầu là ông trùm có tên Thomas (Teo Yoo thủ vai), hắn là tên nguy hiểm và cũng đang bị cảnh sát quốc tế truy nã. Một nữ cảnh sát tên Dada (Nhung Kate thủ vai) dẫn đầu lực lượng đặc nhiệm Việt Nam kết hợp với liên đoàn cảnh sát quốc tế Interpol để lùng bắt Thomas, hắn là tên tội phạm thông minh cho nên cô phải trở thành một nữ tội phạm cấp cao mới có thể xâm nhập vào thế giới của chúng nhằm tiếp cận hắn. Dada bí mật tập hợp một nhóm trộm bao gồm một ảo thuật gia tên Jack Magic (Petey Majik Nguyễn thủ vai), một bậc thầy về ngụy trang tên Luhan (Mai Thế Hiệp thủ vai), một vận động viên thể thao tí hon Linh (Lâm Thanh Mỹ thủ vai), một hacker tên Vy (Suboi thủ vai) và một kẻ cung cấp thông tin Phúc (Thành Phạm thủ vai) đã từng làm việc cho Thomas. Bảo vệ ông trùm Thomas là ba mỹ nhân quyến rũ, nhưng đây không phải là những bình hoa di động, cả ba đều là những sát thủ máu lạnh giết người không chớp mắt, nổi bật trong đó là Kỳ (Ngô Thanh Vân thủ vai).

## Diễn viên
- Petey Majik Nguyễn vai Jack Magic
- Nhung Kate vai Dada[4]
- Teo Yoo vai Thomas
- Mai Thế Hiệp vai Luhan
- Lâm Thanh Mỹ vai Linh
- Suboi vai Vy
- Huyme vai Phúc[5]
- Ngô Thanh Vân vai Kỳ
- Hoàng Phi vai Bi
- Khương Ngọc vai Ca sĩ

## Giải thưởng và đề cử
| Năm  | Giải thưởng     | Hạng mục                                   | Kết quả | Chú thích |
| ---- | --------------- | ------------------------------------------ | ------- | --------- |
| 2016 | Cánh diều vàng  | Phim truyện điện ảnh xuất sắc              | Đề cử   | [ 6 ]     |
| 2016 | WeChoice Awards | Phim điện ảnh Việt Nam được yêu thích nhất | Đề cử   |           |